# Прапор Кочичиного
Пра́пор Кочи́чиного — офіційний символ села Кочичине Ємільчинського району Житомирської області, затверджений 1 липня 2013 р. рішенням № 133 XXIII сесії Кочичинської сільської ради VI скликання.

## Опис
Квадратне полотнище складається з двох рівновеликих горизонтальних смуг: зеленої та червоної. На нижній смузі чотири жовті соснові шишки в ряд.
Автор — Наталія Володимирівна Яковчук.